# Hermenegildo da Costa Paulo Bartolomeu
Hermenegildo da Costa Paulo Bartolomeu oder kurz Geraldo (* 23. November 1991 in Luanda) ist ein angolanischer Fußballspieler, der aktuell bei Ümraniyespor unter Vertrag steht.

## Karriere

### Verein
Geraldo spielte in der Jugend Norberto de Castro, Rio Claro FC sowie Andraus Curitiba, ehe er im Jahr 2009 von Coritiba FC in deren Jugendabteilung abgeworben wurde. Am 8. Mai 2010 absolvierte er sein Profidebüt in der Série B bei der 1:3-Niederlage gegen Náutico Capibaribe, als er Mitte der zweiten Halbzeit eingewechselt wurde. Sein erstes Tor erzielte er am 24. Juli das 2:0 beim 2:1-Sieg über Sport Recife. Am Ende der Saison 2010 konnte Geraldo mit Coritiba den Gewinn der Série B und den Aufstieg in die Série A feiern. Durch den Titelgewinn durfte er schließlich sein Debüt in der höchsten brasilianischen Spielklasse bestreiten, am 22. Mai wurde er im Spiel gegen Atlético Goianiense (0:1) für Lucas Mendes eingewechselt.
Am 4. Juli 2012 wurde Geraldo an den Zweitligisten Paraná Clube verliehen.

### Nationalmannschaft
Geraldo absolvierte sein Länderspieldebüt am 13. Mai 2010 bei der 0:1-Niederlage gegen Mexiko, als er in der 53. Minute für Minguito eingewechselt wurde. Auch seine nächsten drei Länderspiele gegen Uruguay, Uganda und Kenia gingen allesamt verloren. Am 28. Dezember 2012 wurde er von Trainer Gustavo Ferrín in den vorläufigen Kader für die Fußball-Afrikameisterschaft 2013 nominiert. Am 8. Januar 2013 schaffte er den Sprung in den endgültigen 23-Mann-Kader für das Turnier.
Er kam in allen drei Gruppenspielen zum Einsatz, schied jedoch mit seiner Mannschaft in der Gruppenphase als Tabellenletzter aus.

## Titel und Erfolge
Coritiba FC
- Série B: 2010
- Staatsmeisterschaft von Paraná: 2010, 2011, 2012